# Eriocaulon hooperae
Eriocaulon hooperae är en gräsväxtart som beskrevs av Harold Norman Moldenke. Eriocaulon hooperae ingår i släktet Eriocaulon och familjen Eriocaulaceae.
Artens utbredningsområde är Western Australia. Inga underarter finns listade i Catalogue of Life.